# Euophrys ferrumequinum
Euophrys ferrumequinum es una especie de araña saltarina del género Euophrys, familia Salticidae. Fue descrita científicamente por Taczanowski en 1878.
Habita en Ecuador y Perú.